# Mirko Ploj
Mirko Ploj, slovenski policist, pravnik in pisec, * 2. oktober 1956, Maribor
Bil je organizator Manevrske strukture narodne zaščite. V času slovenske osamosvojitvene vojne je bil inšpektor za vojaške in posebne enote milice v UNZ Maribor. Leta 1992 je diplomiral na Pravni fakulteti Univerze v Ljubljani. Oktobra 2001 je postal pomočnik direktorja Policijske uprave Maribor.
Leta 2009 se je upokojil. Je predsednik kluba upokojenih policistov Maksa Perca Maribor.